# Forame cego lingual
Forame cego lingual é uma estrutura anatômica na forma de um forame presente na língua humana.